# Spicara smaris
Spicara smaris es una especie de peces de la familia Centracanthidae en el orden de los Perciformes. Denominado comúnmente "caramel".

## Morfología
• Los machos pueden llegar alcanzar los 20 cm de longitud total.

## Distribución geográfica
Se encuentra en todo el Mediterráneo, el Mar Negro, el sur del Mar de Azov y desde Portugal hasta el Marruecos (incluyendo las Canarias y  Madeira ).